# Arely Muciño
Arely Abigaíl Muciño Reyes (Monterrey, Nuevo León, 20 de mayo de 1989) es una boxeadora profesional mexicana. Actualmente es Campeona Nacional de Peso Mosca y Campeona Interina de Peso Mosca de la AMB. Muciño es manejada por la promotora HG Boxing.

## Vida personal
Arely es hija de José Juan Muciño, quien fue su mánager y entrenador, además tiene tres hermanas, Abril, Nona y Nataly, las cuales son boxeadoras amateur. Arely es maestra de Educación Física en Nuevo León y estudia la Licenciatura en Ciencias del Ejercicio de la Facultad de Organización Deportiva en la Universidad Autónoma de Nuevo León en su modalidad de estudios a distancia.
Es una gran boxeadora

## Carrera profesional

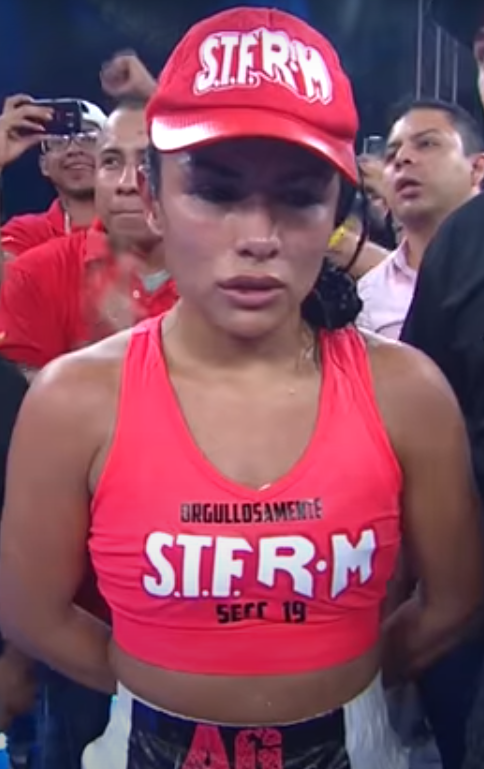
Muciño en un combate en 2018.

Arely Muciño realizó 33 peleas a nivel amateur, consiguiendo un récord de 30 victorias, de las cuales 22 fueron ganadas por nocaut y sólo 3 derrotas. A los 15 años de edad, Muciño fue convocada por el Comité Olímpico Mexicano para un Dual-Meet en contra de Argentina, sin embargo, no puedo asistir debido a que tenía que continuar con sus estudios y el COM no le mostraron apoyo alguno en cuanto a ese tema. Fue nombrada como "Mejor Deportista Amateur" del 2003, además de obtener 12 títulos nacionales y un Dual-Meet. Participó en el Torneo Guantes de Oro de ese año, llegando a obtener el subcampeonato de dicha competencia.
Debutó profesionalmente el 7 de febrero de 2008, enfrentando a Alma Flores Bueno en la Discoteca Stratus de Ciudad Nezahualcóyotl, Estado de México. Muciño declaró que la pelea estaba pactada en peso supermosca, sin embargo al final fue cambiada a peso mosca. Muciño y Flores empataron después de cuatro asaltos, Arely tumbó un par de veces a su rival, sin embargo el puntaje de los árbitros apuntó a un empate. La revancha de esta pelea se realizó el 19 de junio de 2008 en la Ciudad de México, obteniendo la victoria por decisión dividida en el cuarto asalto.
El 30 de marzo de 2009, en un evento realizado por Promociones El Jefe en Monterrey, Nuevo León, Arely Muciño venció a Gabriela González por decisión unánime en el décimo asalto, ganando el vacante Campeonato Nacional de Peso Mosca. El 6 de febrero de 2010, participó por primera vez en un recinto grande dentro de su joven carrera dentro del mundo de boxeo, ganándole a Anahí Torres en la Arena Monterrey por decisión unánime en el sexto asalto, elevando su récord a 9 victorias, 0 derrotas y 1 empate.
El 17 de julio de 2010 peleó en el Sport and Congress Center de Schwerin, Mecklemburgo-Pomerania, Alemania en contra de la armenia Susi Kentikian por los Campeonatos Mundiales de Peso Mosca de la Asociación Mundial de Boxeo, la Federación Internacional de Boxeo Femenino y la Organización Mundial de Boxeo. La pelea terminó como "No Disputada", luego de que accidentalmente chacaran sus cabezas durante el tercer asalto.
Muciño ganó el Campeonato Mundial de Peso Mosca de la Federación Internacional de Boxeo tras vencer a Chantel Córdova en la Arena Neza el 22 de enero de 2011. El 1 de septiembre de 2011, Arely recibió un "Diploma Por Trayectoria Deportiva" por parte del alcalde del municipio de Monterrey Fernando Larrazábal, al cual aprovechó para pedirle una beca para poder continuar con su carrera dentro del boxeo profesional, ya que dijo que el boxeo femenil no es pagado como se le paga a un boxeador varón.
El 29 de octubre de 2011 perdió su invicto y su Campeonato Mundial de Peso Mosca de la FIB frente a la estadounidense Ava Knight por nocaut en el segundo asalto, esto en el Palenque de la Feria de Colima, Colima. El 25 de febrero de 2012 Arely Muciño volvió a pelear luego de perder contra Ava Knight, esta vez derrotó a Melissa McMorrow en el Coliseo Olímpico de la UDG de Guadalajara, Jalisco, convirtiéndose en la Campeona Interina de Peso Mosca de la AMB. Sin embargo, el 12 de mayo de 2012 en el Salón Castillo del Hotel Presidente Intercontinental, Mariana Juárez se proclamó como la monarca absoluta de Peso Mosca de la AMB tras vencer a la campeona interina Arely Muciño.

## Récord profesional en Boxeo
| Resultado    | Récord | Rival             | Tipo              | Asalto | Fecha                   | Recinto                           | Lugar                            |        |
| ------------ | ------ | ----------------- | ----------------- | ------ | ----------------------- | --------------------------------- | -------------------------------- | ------ |
| Victoria     | 16-2-1 | Ana Fernández     | Nocaut Técnico    | 2°     | 7 de julio de 2012      | Estadio Arturo C. Nahl            | La Paz, Baja California Sur      | [ 13 ] |
| Derrota      | 15-2-1 | Mariana Juárez    | Decisión Dividida | 10°    | 12 de mayo de 2012      | Hotel Presidente Intercontinental | México, Distrito Federal         | [ 12 ] |
| Victoria     | 15-1-1 | Melissa McMorrow  | Decisión Dividida | 10°    | 25 de febrero de 2012   | Coliseo Olímpico de la UDG        | Guadalajara, Jalisco             | [ 11 ] |
| Derrota      | 14-1-1 | Ava Knight        | Nocaut            | 2°     | 29 de octubre de 2011   | Palenque de la Feria              | Colima, Colima                   | [ 10 ] |
| Victoria     | 14-0-1 | Susana Vázquez    | Decisión Unánime  | 10°    | 20 de agosto de 2011    | Casino Black Pyramid              | Manzanillo, Colima               | [ 14 ] |
| Victoria     | 13-0-1 | Soledad Macedo    | Nocaut Técnico    | 4°     | 2 de julio de 2011      | Gimnasio Nuevo León               | Monterrey, Nuevo León            | [ 15 ] |
| Victoria     | 12-0-1 | Carolina Álvarez  | Decisión Unánime  | 10°    | 19 de marzo de 2011     | Gimnasio de la AUT                | La Paz, Bolivia                  | [ 16 ] |
| Victoria     | 11-0-1 | Chantel Córdova   | Decisión Técnica  | 4°     | 22 de enero de 2011     | Arena Neza                        | Nezahualcóyotl, Estado de México | [ 8 ]  |
| No Disputada | 10-0-1 | Susi Kentikian    | No Disputada      | 3°     | 17 de julio de 2010     | Sport and Congress Center         | Schwerin, Mecklemburgo-Pomerania | [ 7 ]  |
| Victoria     | 10-0-1 | Anahí Torres      | Decisión Unánime  | 10°    | 23 de marzo de 2010     | Arena El Jefe                     | Monterrey, Nuevo León            | [ 17 ] |
| Victoria     | 9-0-1  | Anahí Torres      | Decisión Unánime  | 6°     | 6 de febrero de 2010    | Arena Monterrey                   | Monterrey, Nuevo León            | [ 6 ]  |
| Victoria     | 8-0-1  | Mariela Catorce   | Nocaut Técnico    | 5°     | 15 de diciembre de 2009 | Arena El Jefe                     | Monterrey, Nuevo León            | [ 18 ] |
| Victoria     | 7-0-1  | Nancy Franco      | Nocaut Técnico    | 1°     | 28 de octubre de 2009   | Arena El Jefe                     | Monterrey, Nuevo León            | [ 18 ] |
| Victoria     | 6-0-1  | Sandra Hernández  | Nocaut Técnico    | 7°     | 18 de agosto de 2009    | Arena El Jefe                     | Monterrey, Nuevo León            | [ 18 ] |
| Victoria     | 5-0-1  | Gabriela González | Decisión Unánime  | 10°    | 30 de marzo de 2009     | Arena El Jefe                     | Monterrey, Nuevo León            | [ 18 ] |
| Victoria     | 4-0-1  | Luz Rodríguez     | Decisión Técnica  | 3°     | 19 de mayo de 2009      | Arena El Jefe                     | Guadalajara, Jalisco             | [ 18 ] |
| Victoria     | 3-0-1  | Yasbed Álvarez    | Nocaut            | 1°     | 4 de marzo de 2009      | Arena El Jefe                     | Monterrey, Nuevo León            | [ 19 ] |
| Victoria     | 2-0-1  | Magdalena Leija   | Nocaut Técnico    | 3°     | 4 de febrero de 2009    | Arena El Jefe                     | Monterrey, Nuevo León            | [ 18 ] |
| Victoria     | 1-0-1  | Alma Flores Bueno | Decisión Dividida | 4°     | 19 de junio de 2008     | Roots Magic Club                  | México, Distrito Federal         | [ 5 ]  |
| Empate       | 0-0-1  | Alma Flores Bueno | Puntos            | 4°     | 7 de febrero de 2008    | Discoteca Stratus                 | Nezahualcóyotl, Estado de México | [ 4 ]  |

## Palmarés

### Títulos
- Asociación Mundial de Boxeo
  - Campeonato Interino de Peso Mosca de la AMB (1 vez, actual)[11]
- Federación Internacional de Boxeo
  - Campeonato Mundial de Peso Mosca de la FIB (1 vez)[20]
- Comisión de Box y Lucha Libre de México, D.F.
  - Campeonato Nacional de Peso Mosca (1 vez, actual)[1]
  - Mejor Deportista Amateur (2003)[1]
  - Novata del Año (2008)[21]
  - Mejor Campeona Nacional (2009)[22]

### Reconocimientos
- Medalla al Mérito Cívico en Nuevo León "Juventud y Deporte" (2010)[23]
- Medalla al Mérito Cívico en Nuevo León "Juventud y Deporte" (2011)[24]
- Diploma Por Trayectoria Deportiva (2011)[25]

| Predecesor: Ivette Zamora (2007) | Novata del Año Arely Muciño (2008)                                        | Sucesor: Adriana Tapia (2009)    |
| Predecesor: Ivette Zamora (2008) | Mejor Campeona Nacional Arely Muciño (2009)                               | Sucesor: Esmeralda Moreno (2010) |
| Predecesor: Gabriela González    | Título Nacional Peso Mosca 30 de marzo de 2009                            | Sucesor: Presente                |
| Predecesor: Chantel Córdova      | Título Mundial Peso Mosca FIB 22 de enero de 2011 - 29 de octubre de 2011 | Sucesor: Ava Knight              |